# Первомайское (Иглинский район)
Первомайское (баш. Первомайский) — деревня в Иглинском районе Республики Башкортостан Российской Федерации. Входит в состав Кальтовского сельсовета. 

## География

### Географическое положение
Расстояние до:
- районного центра (Иглино): 16 км,
- центра сельсовета (Кальтовка): 5 км,
- ближайшей ж/д станции (Иглино): 16 км.

## Население
| 2002 | 2009 | 2010 |
| ---- | ---- | ---- |
| 62   | ↗67  | ↗76  |

Национальный состав
Согласно переписи 2002 года, преобладающая национальность — русские (72 %).